# Sharon (Géorgie)
Pour les articles homonymes, voir Sharon.
Sharon est une ville américaine située dans le comté de Taliaferro, en Géorgie. Selon le recensement de 2020, sa population est de 104 habitants.